# Neoscona theisi theisiella
Neoscona theisi là một phân loài nhện trong họ Araneidae.
Loài này thuộc chi Neoscona. Neoscona theisi theisiella được Albert Tullgren miêu tả năm 1910.

## Hình ảnh

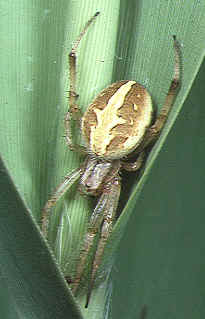
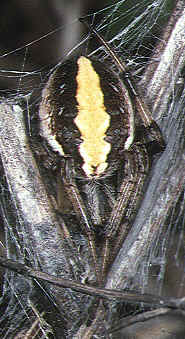
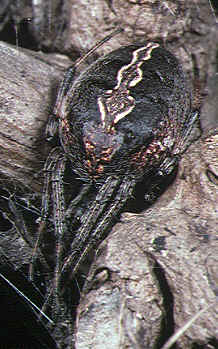
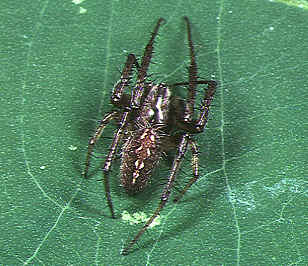